# Titularbistum Melzi
Melzi ist ein Titularbistum der römisch-katholischen Kirche.
Es geht zurück auf einen untergegangenen Bischofssitz in der gleichnamigen antiken Stadt, die in der römischen Provinz Africa proconsularis (heute nördliches Tunesien) lag. Der Bischofssitz war der Kirchenprovinz Karthago zugeordnet.
| Titularbischöfe von Melzi |                     |                                                               |                    |                    |
| Nr.                       | Name                | Amt                                                           | von                | bis                |
| 1                         | József Cserháti     | Weihbischof in Pécs (Ungarn)                                  | 15. September 1964 | 10. Januar 1969    |
| 2                         | Cleto Bellucci      | Weihbischof in Tarent Koadjutorerzbischof von Fermo (Italien) | 15. März 1969      | 21. Juni 1976      |
| 3                         | Johannes Kapp       | Weihbischof in Fulda (Deutschland)                            | 8. Juli 1976       | 22. September 2018 |
| 4                         | Guy Desrochers CSsR | Weihbischof in Alexandria-Cornwall (Kanada)                   | 12. Dezember 2018  | 6. Mai 2020        |